# Kernkraftwerk Big Rock Point
Das Kernkraftwerk Big Rock Point (englisch Big Rock Point Nuclear Power Plant) in Charlevoix, Michigan, war ein Kernkraftwerk mit einem Siedewasserreaktor von General Electric. Es war von 1962 bis 1997 in Betrieb.

## Reaktor
Das Kernkraftwerk verfügte über einen Siedewasserreaktor von General Electric mit einer elektrischen Nettoleistung von 67 MW.

## Geschichte
Big Rock Point war das erste Kernkraftwerk in Michigan und wurde 1962 fertiggestellt. Es wurde am 29. März 1963 in Betrieb genommen. Im Reaktor wurde auch 60Co für die medizinische Industrie hergestellt.
Am 7. Januar 1971 stürzte ein B-52-Bomber auf einem Übungsflug mit scharfer Bomben-Beladung unweit des Kraftwerkes ab. Bei dem Absturz in den Lake Michigan starben alle 9 Besatzungsmitglieder.

## Schließung und Stilllegung
Das Kraftwerk wurde am 29. August 1997 um 10:33 Uhr (EST) noch vor dem Auslaufen der Betriebslizenz im Jahr 2000 abgeschaltet.
Der etwa 107 Tonnen schwere Reaktor wurde am 7. Oktober 2003 nach Barnwell verfrachtet.
Der Rest des Kernkraftwerkes wurde abgerissen. Bis auf acht Behälter mit abgebrannten Brennelementen erinnert nichts mehr an das frühere Kraftwerk, die Verantwortung für den Atommüll übernahm der neue Eigentümer des Geländes Entergy im Rahmen des Kaufs des Kernkraftwerks Palisades. Die Kosten der Stilllegung und des Abrisses des Kraftwerkes betrugen 390 Millionen US-Dollar.

## Daten des Reaktorblocks
Das Kernkraftwerk Big Rock Point hatte einen Kraftwerksblock:
| Reaktorblock   | Reaktortyp         | Netto- leistung | Brutto- leistung | Baubeginn  | Netzsyn- chronisation | Kommer- zieller Betrieb | Abschal- tung |
| -------------- | ------------------ | --------------- | ---------------- | ---------- | --------------------- | ----------------------- | ------------- |
| Big Rock Point | Siedewasserreaktor | 67 MW           | 71 MW            | 01.05.1960 | 08.12.1962            | 29.03.1963              | 29.08.1997    |